# District d'Hazebrouck
Le district d'Hazebrouck est une ancienne division territoriale française du département du Nord de 1790 à 1795.
Il était composé des cantons de Hazebrouck, Bailleul, Blaringhem, Cassel, Merville et Steenvoorde.

## État d'esprit du clergé
Le Nord, dont la Flandre maritime, était une région profondément attachée à la religion catholique. Les mesures anticléricales de la Révolution française y ont donc rencontré une résistance plus ou moins larvée.
Dans le district de Bergues, 28 % du clergé, « 28 % de jureurs » a prêté le serment de fidélité à la constitution civile du clergé mise en place en 1790, soit un peu plus de un sur quatre seulement, mais le district de Bergues est un de ceux qui présentent le plus fort taux de « jureurs » de la région : 15 % dans le district de Lille, 5 % dans le district de Douai, 5 % dans le district d'Hazebrouck, 5 % dans le district de Valenciennes, 5 % dans le district d'Arras.
Après la loi du 26 mars 1792, 123 ecclésiastiques, membres du clergé réfractaire, du district d'Hazebrouck sont envoyés en exode.